# One Short Day
One Short Day (un giorno soltanto) è una canzone del musical Wicked di Stephen Schwartz (vincitore del Grammy Award). Fu interpretata originariamente a Broadway da Idina Menzel, nel ruolo di Elphaba, e Kristin Chenoweth in quello di Glinda insieme con tutto il cast originale nella prima incisione del musical a Broadway. La canzone fa parte della scena che si svolge nella Città di Smeraldo. Comprende un gran numero di personaggi e costumi diversi e termina con l'udienza di Glinda ed Elphaba presso il Meraviglioso Mago di Oz.

## Contesto
Il numero comincia quando Elphaba parte per la città di Smeraldo e Galinda e Fiyero l'accompagnano alla stazione. Per tentare di impressionare Fiyero Galinda annuncia di cambiare il proprio nome in Glinda, in onore del Dottor Dillamond. Ma quando Fiyero non si mostra colpito, “Glinda” cade dello sconforto ed allora Elphaba le propone di venire con lei nella Città di Smeraldo.
Le ragazze sono stupite e trascinate dalla bellezza del posto, pieno di fascino e cultura, divertimenti e tanto, tanto verde. Il numero termina con Glinda ed Elphaba che si dichiarano migliori amiche e vengono ammesse alla presenza del Mago. È la terzultima canzone del primo atto.

## Scenografia e costumi
La scenografia è molto semplice: un grande semicerchio di ferro funge da cancello, sul quale troneggia la scritta “Oz”. Luci verdi illuminano la scena ed il teatro.
Tutto il folto cast presente sulla scena è vestito di verde, tranne Glinda (di giallo) ed Elphaba (di nero)

## Il commento del compositore
Il compositore del musical, Stephen Schwartz ha dichiarato nel libro “Wicked The Grimmerie” che questo è il terzo numero che aveva scritto per il musical. L'ha definito il numero più divertente dello show ed ha affermato di averlo scritto pensando a “due ragazze che arrivano a Parigi”.

## Versione diWicked
La cantautrice americana Ariana Grande e l'attrice britannica Cynthia Erivo hanno eseguito One Short Day nel ruolo rispettivamente di Glinda e Elphaba nella prima parte del dittico di trasposizione cinematografica di Wicked, rilasciata il 22 novembre 2024, lo stesso giorno della colonna sonora Wicked: The Soundtrack, insieme al resto del cast.
Il brano presenta anche dei cameo di Kristin Chenoweth e Idina Menzel, interpreti originali di Glinda ed Elphaba nella trasposizione teatrale del 2003, presenti nel lungometraggio come comparse.

### Classifiche
| Classifica (2024) | Posizione massima |
| ----------------- | ----------------- |
| Stati Uniti       | 114               |